# Święta Weronika trzymająca chustę (obraz El Greca z 1614)
Święta Weronika trzymająca chustę – obraz olejny hiszpańskiego malarza pochodzenia greckiego Dominikosa Theotokopulosa, znanego jako El Greco.

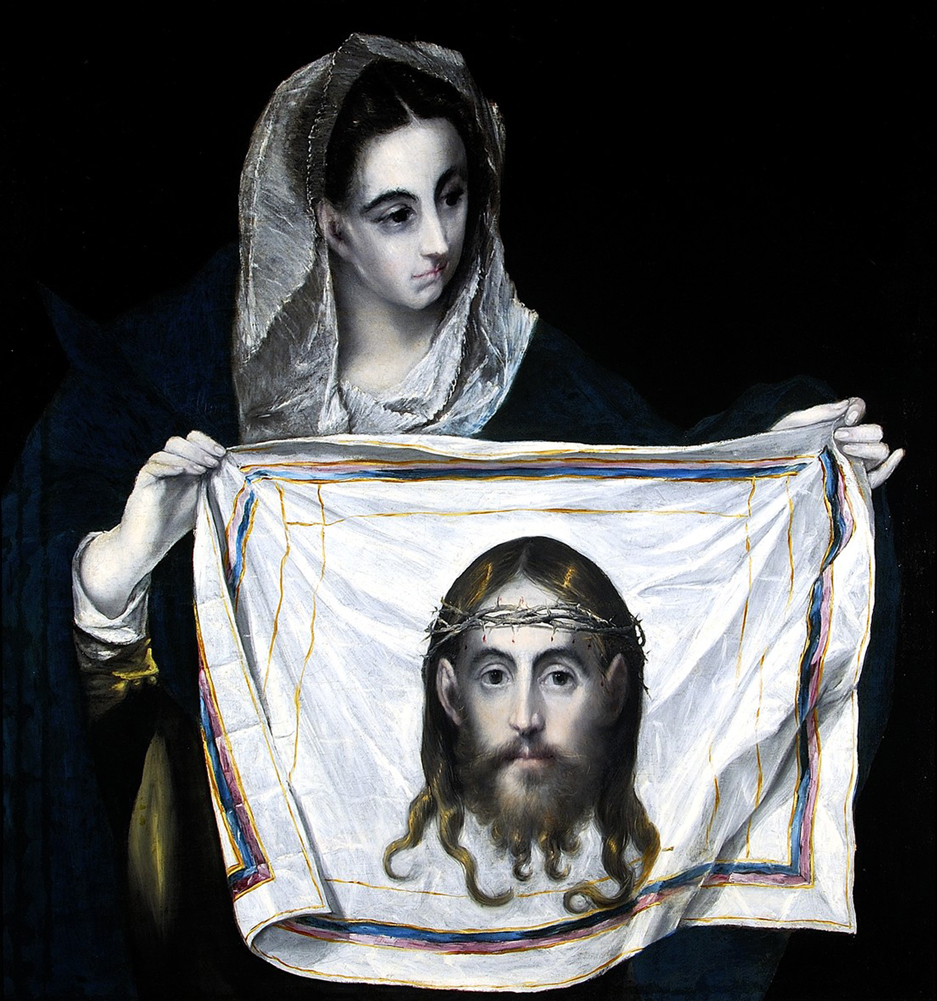
Święta Weronika trzymająca chustę (obraz El Greca z 1580)

El Greco kilkakrotnie malował św. Weronikę. Ta najbardziej znana pochodzi z toledańskiego Museo de Santa Cruz, gdzie znajduje się wersja z 1580 roku. Wersja z prywatnej kolekcji Bonifacia del Carril z Buenos Aires pod względem kompozycyjnym jest podobna do wcześniejszych, ale można zauważyć istotne różnice. Weronika przedstawiona jest z pełną twarzą spoglądającą na widza. Tkaninę z podobizną Chrystusa trzyma nieco niżej niż na wcześniejszych wersjach, na wysokości talii. Twarz Chrystusa bardziej przypomina jego bizantyjskie podobizny; na głowie nie ma korony cierniowej. W wersji brazylijskiej rysy Chrystusa przypominają tradycyjne obrazy Pantokratora, a Weronika ma spuszczony wzrok.

## Inne wersje
- Święta Weronika trzymająca chustę (1580–1585), 103 × 79,2, Stara Pinakoteka